# ICON A5
ICON A5 ist ein Schulterdecker-Amphibienflugzeug aus kohlenstofffaserverstärktem Kunststoff mit einziehbarem Fahrwerk. Das Leichtflugzeug wird in den USA von ICON Aircraft gefertigt.

## Geschichte
Ein Prototyp wurde in den Jahren 2007–2008 gebaut und machte seinen ersten Flug im Juli 2008. Die Serienfertigung begann 2013. Die Innenausstattung  wurde zunächst von der BMW-Tochter Designworks entwickelt, ab 2012 wurde Designworks jedoch durch die US-Niederlassung des britischen Autoentwicklers Lotus Engineering ersetzt, um ein Interieur im Automobildesign zu gestalten und Gewicht einzusparen. Das Baumuster ist von der Bundesluftfahrtbehörde Federal Aviation Administration als „Special Light-Sport Aircraft (SLSA)“ zugelassen.

## Technische Daten
Es bietet Platz für zwei Personen in einem geschlossenen Cockpit und wird von einem 100 PS (75 kW) Rotax 912 iS Motor mit einem Dreiblatt-Druckpropeller angetrieben. Die maximale Abflugmasse beträgt 686 Kilogramm. Die Besonderheit der A5 ist, dass die Flügel zum Bodentransport und der Lagerung im Hangar an den Rumpf geklappt werden können. Die Anhängertransportbreite beträgt dann 2,53 Meter.
| Kenngröße            | Daten            |
| -------------------- | ---------------- |
| Besatzung            | 1 Pilot          |
| Passagiere           | 1                |
| Länge                | 7,01 m           |
| Spannweite           | 10,36 m          |
| Höhe                 | 2,16 m           |
| max. Startmasse      | 686,5 kg         |
| Reisegeschwindigkeit | 95 kn / 176 km/h |
| Reichweite           | 427 sm / 790 km  |
| Triebwerke           | ein Rotax 912 iS |

## Zwischenfälle
- Am 1. April 2017 verunglückte eine werkseigene A5 bei einer harten Wasserlandung in der Nähe des Biscayne-Nationalparks. Es war der erste Zwischenfall mit einer A5.[6]
- Am 8. Mai 2017 um 9:20 Uhr Ortszeit verunglückte eine werkseigene A5 durch einen Pilotenfehler am steilen Ufergelände des Lake Berryessa im Napa County (Kalifornien).[7] Beim Zwischenfall starben zwei Mitarbeiter der ICON Aircraft, darunter ein leitender Ingenieur.[8]
- Am 7. November 2017 verunglückte der ehemalige Baseballspieler Roy Halladay tödlich mit seiner A5, die nordwestlich von Tampa an der Westküste Floridas ins Meer stürzte. Bei der Autopsie wurden Drogen im Blut des Verunglückten nachgewiesen.[9][10][11]

## Bildergalerie

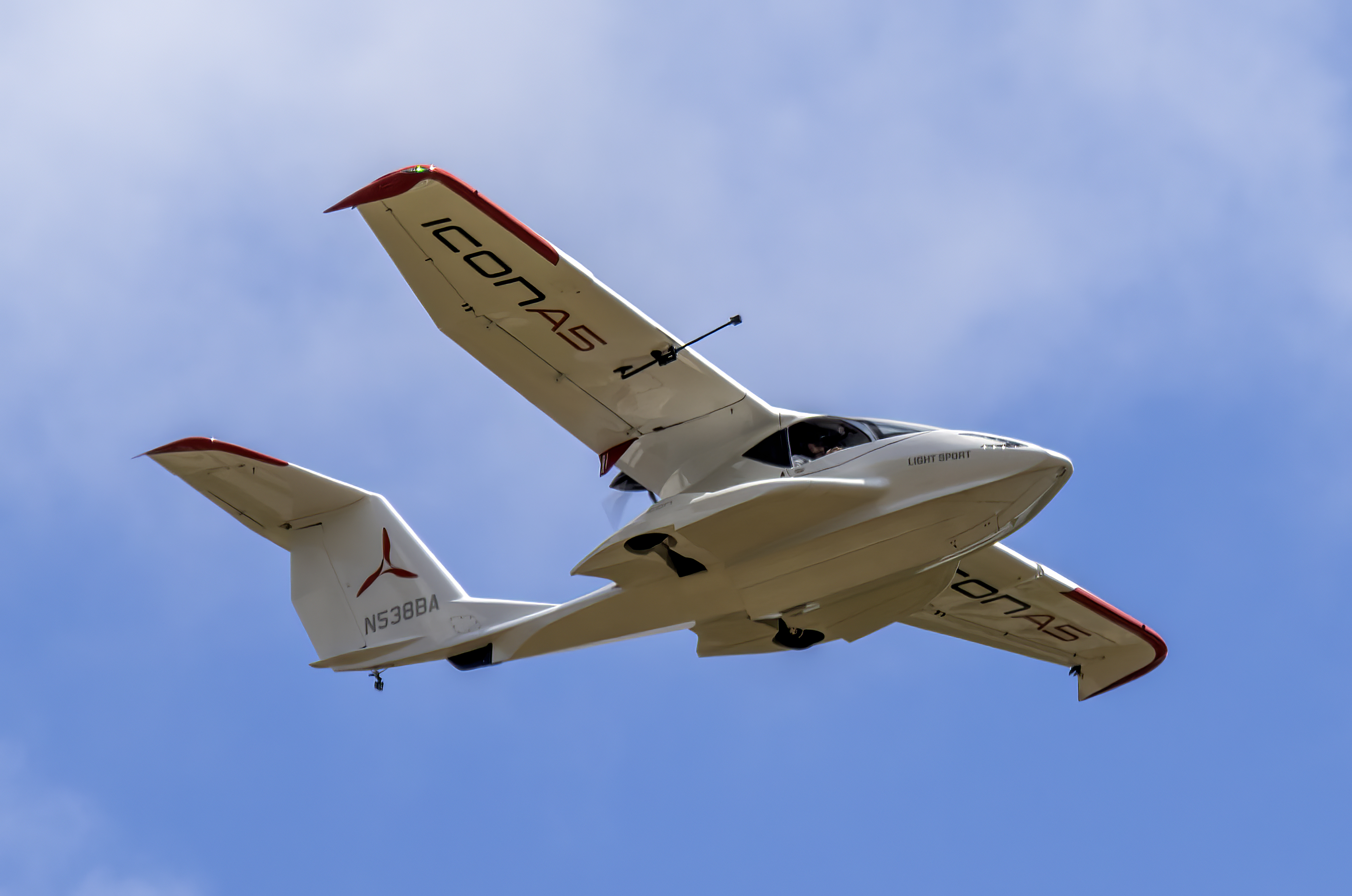
A5 (2024)
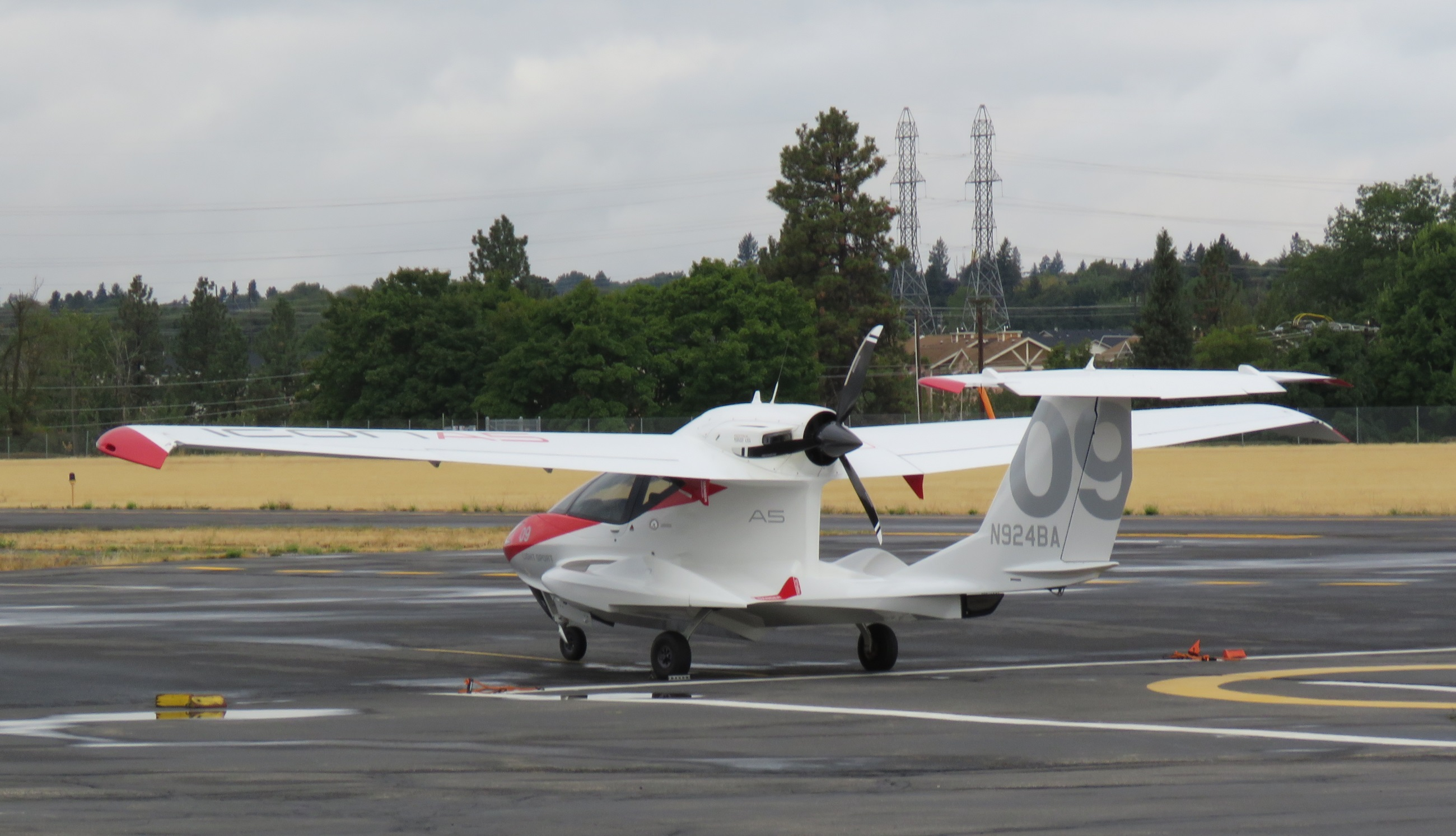
A5 (2017)
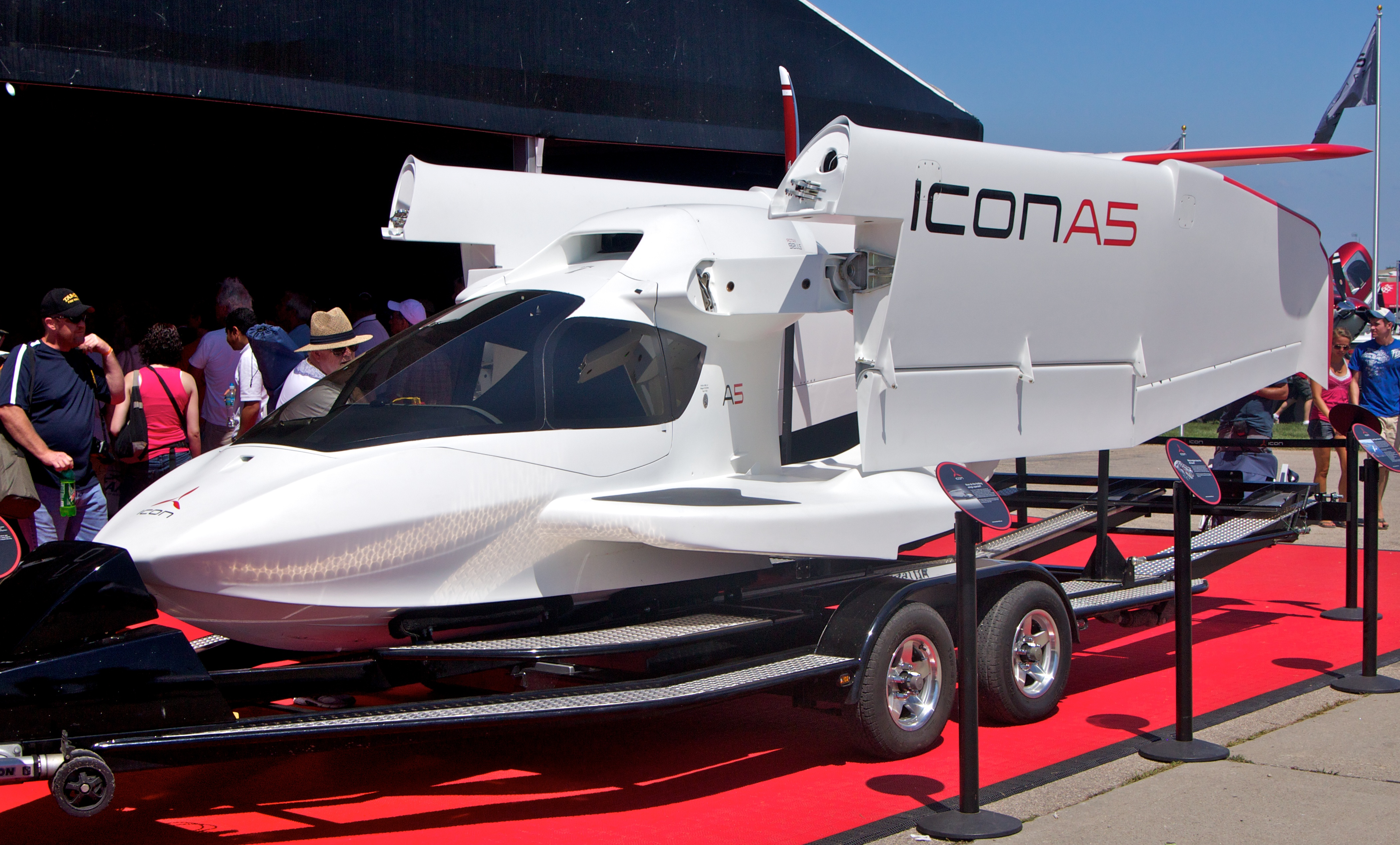
A5 auf Transportanhänger, EAA AirVenture Oshkosh (2010)
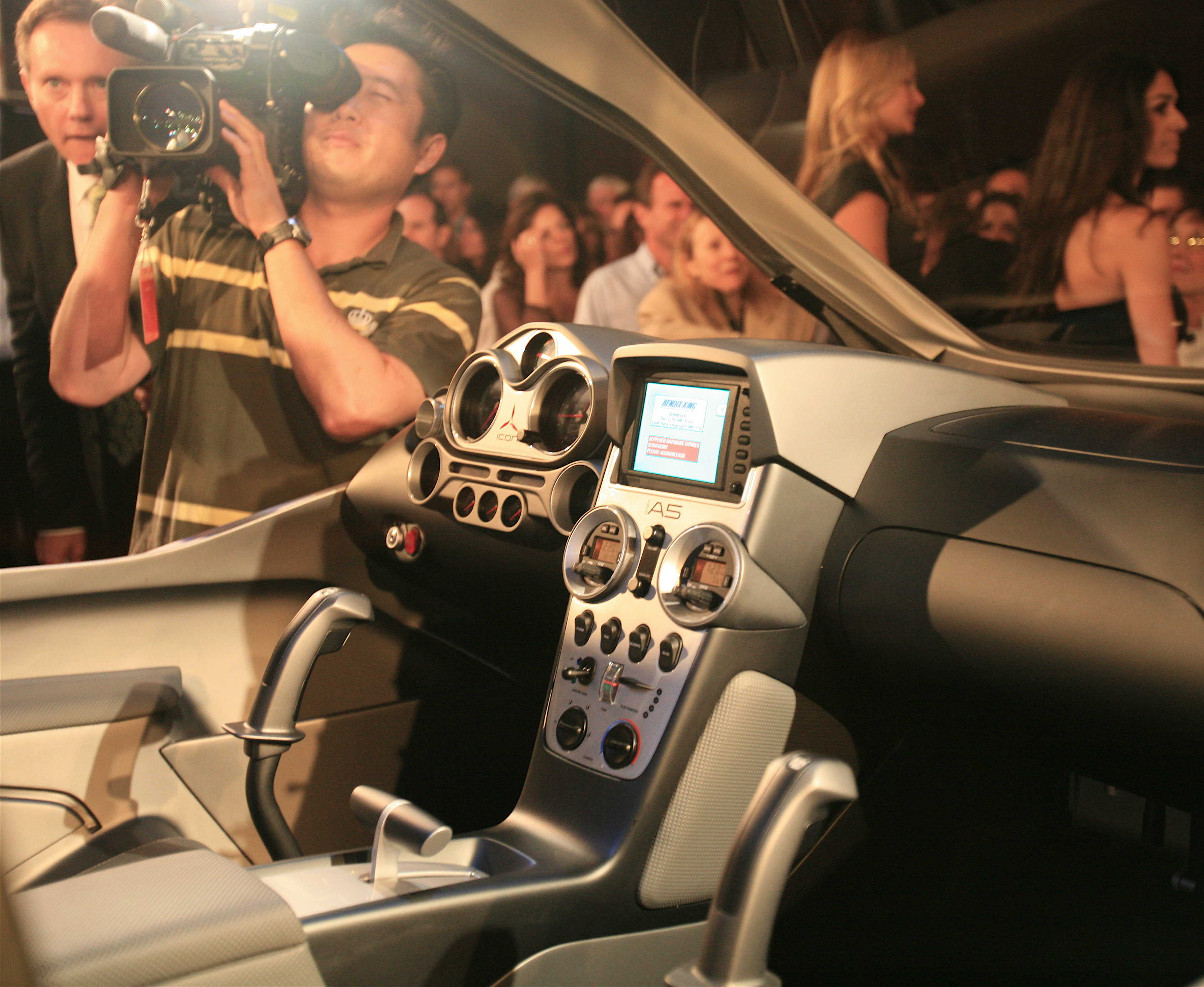
Cockpit im Automobil-Design (2008)